# U.S. Highway 80
Der U.S. Highway 80 (kurz US 80) ist ein United States Highway in den Vereinigten Staaten. Der Highway führte ursprünglich von der Pazifik- zur Atlantikküste, wurde aber 1964 in den Bundesstaaten Kalifornien, Arizona, New Mexico sowie in Teilen Texas und Alabamas aufgelöst. Diese Abschnitte wurden durch Interstate Highways und State Routes ersetzt. Der heutige US 80 beginnt in Texas zwischen Dallas und Mesquite an der Interstate 30 und endet in der kleinen Stadt Tybee Island im Bundesstaat Georgia.

## Zubringer und Umgehungen
Es gibt drei U.S. Highways, die als Zubringer- beziehungsweise Umgehungsroute der US 80 ausgezeichnet sind.
- U.S. Highway 180
- U.S. Highway 280
- U.S. Highway 380

## Weblinks

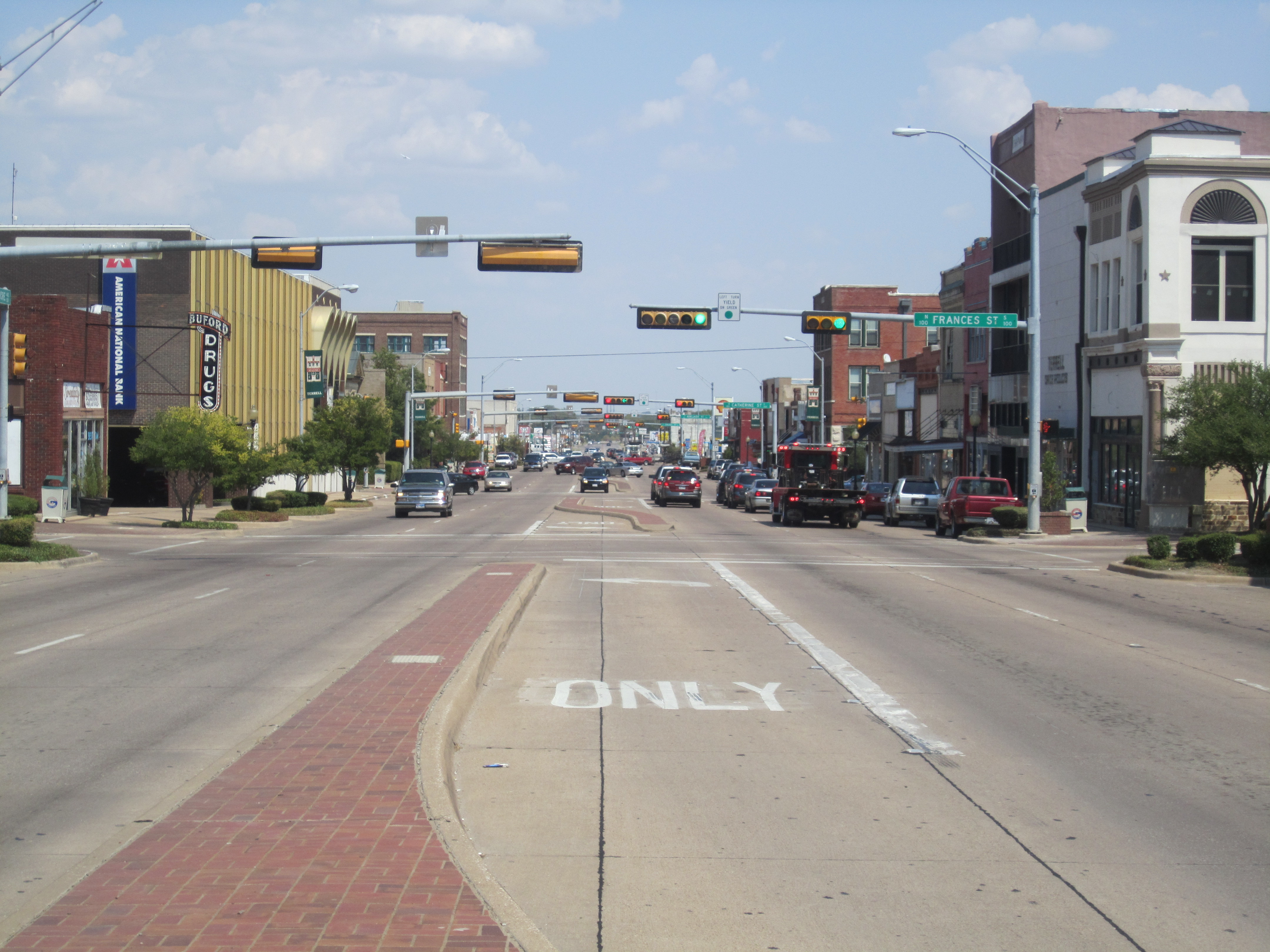
U.S. Highway in Terrell, Texas